# Idaea diaphanaria
Idaea diaphanaria är en fjärilsart som beskrevs av Bang-haas 1910. Idaea diaphanaria ingår i släktet Idaea och familjen mätare. Inga underarter finns listade i Catalogue of Life.